# Flashback (videohra)
Flashback: The quest for identity, nebo též jenom Flashback je plošinová akční adventura z roku 1992 francouzského týmu Delphine Software.
Hra kombinuje žánr plošinové arkády, akce a adventury. Na animaci byla použita rotoskopie v pokročilejší formě než u Prince of Persia. 

Hlavní hrdina, Conrad B. Hart, je mladý vědec a atlet.[zdroj?] Zpočátku neví nic, má vymazanou paměť a jediným vodítkem je nahrávka, kterou sám sobě v minulosti nahrál. Při krkolomném útěku z očividně nepřátelské základny Conrad havaruje a skončí v džungli plné mutantů a jiných život ohrožujících věcí, že ho jeho pronásledovatelé raději ponechají svému osudu. 

Hra dosáhla nebývalého komerčního úspěchu, dokonce je nejprodávanější francouzskou hrou všech dob.[zdroj?]

## Vývoj
Hra byla poprvé vydána v roce 1992 na disketách, v roce 1995 vyšla mírně vylepšená na CD. Hra byla vyvíjena pro konzoli Sega Mega Drive, ale jelikož proces vydání cartridgí trval několik měsíců, dostala se jako první na trh verze pro Amigu. Disketová verze disponuje pirátskou ochranou, kdy pokud není zadán správný kód z manuálu pro DOS nebo Amigu, tak nelze v prvním levelu zprovoznit most vedoucí do další části.
Hra se dočkala portování na nespočet platforem – kromě PC DOS také na Apple Macintosh, SegaCD, 3DO a jiné. Později byla neoficiálně portovaná například pod Linux, Mac OS X, PS2.

## Pozadí příběhu
Ve 21. století vládnou Zemi bývalé Spojené národy, později známé pod zkratkou IEG (Interplanetary Earth Governement). V roce 2025 nastává znovuooživení vesmírného výzkumu díky přílivu peněz z neznámých zdrojů. Vznikají první kolonie na Měsíci, které postihne katastrofa v podobě úniku fatálního meta-viru, takže jsou potom na dlouhou dobu uzavřené a opuštěné. Ovšem vesmírná kolonizace pokračuje dále a na Marsu, Merkuru, na některých měsících Jupitera a v pásu asteroidů vznikají první těžební kolonie. Možnost dopravy mezi těmito koloniemi a Zemí je omezována. V roce 2062 propukávají v těchto koloniích masívní stávky, hlavně kvůli špatným pracovním podmínkám a omezenému přístupu na Zemi. Reakcí IEG na tyto události je znovuotevření kolonií na Měsíci pro detenční účely a zformování ISA (Interplanetary Security Agency), represivní instituce, která má za úkol udržovat rostoucí říši pod kontrolou všemi prostředky. V roce 2076 je věznění na Měsíci v plném proudu. ISA je čím dál tím dotěrnější a kontroluje celou společnost. Cesty z kolonií na Zemi jsou nyní téměř nemožné, výjimečně jsou jízdenky poskytnuty jako odměna. Poprvé je v tomto roce řádně prozkoumán Saturnův měsíc Titan.
Ten je do dvaceti let kolonizován, města jsou schována pod obřími dómy a jako zdroj kyslíku slouží umělé džungle. Těžební operace se rozběhnou velmi rychle, ale dostupnost surovin na Zemi je podivně nízká a dochází k ekonomické depresi.
V roce 2116 prudce stoupá počet dětí narozených s poškozenou DNA. Vědci nejsou schopni určit příčinu.
Na Titanu dochází ke znárodnění těžebního průmyslu IEG pod záminkou neefektivity předešlého managementu. Dostupnost surovin se ale stále nelepší, začínají se objevovat zvěsti o tom, že část dodávek surovin je odkláněna na neznámé místo. V New Washingtonu, městě na Titanu, propukají nepokoje po tom, co jsou děti s poškozenou DNA označeni za mutanty. Nepokoje jsou surově potlačeny.
Stává se populární nová reality show, ve které lidé bojují na život a na smrt s kyborgy.
V roce 2031 profesor Edward van Rizotto učinil objev, který umožnil masivní využití teleportace.
Zemi postihne v následujících letech ekologická katastrofa, když tání polárních ledovců způsobí změnu klimatu a mohutné záplavy. V reakci na to je roku 2034 postaveno první podvodní město. Dochází k polarizaci společnosti a nárůstu pocitu ohrožení; obranné prostředky, jako štíty a fúzní pistole či osobní teleportovací jednotky, se mezi lidmi stávají vysoce populárními.
IEG je obviňována z vymývání mozků nepohodlných lidí, které pak posílá do New Washingtonu jako nemyslící peony. V samotném New Washingtonu zuří další nepokoje kvůli špatným pracovním podmínkám a při jejich potlačení zůstává mnoho mrtvých. Na Zemi to jde od desíti k pěti. Klimatické katastrofy decimují lidi v pobřežních městech, mutace jsou čím dál tím častější a výraznější, lidstvo navíc poprvé v historii pomalu vymírá. Začínají se objevovat mýty o „nadlidech“ schopných se bleskurychle pohybovat a měnit podobu.
2142: Proslýchá se, že tito „nadlidi“ snad obsadili vysoké funkce v IEG a ISA

## Příběh
Bývalý vědec Conrad B. Hart má před sebou nelehký úkol: Ze zprávy, kterou si sám sobě na Zemi nahrál, se dozvídá, že má navštívit svého dávného přítele Yana v New Washingtonu, který mu pomůže. U něj zjistí, že jeho výzkumy mutací, které odhalily něco daleko horšího, než co se veřejně vědělo, ohrožovalo samotné špičky ISA a IEG. Ačkoli Conrada unesli na Titan a vymazali mu tam paměť, tak se ukazuje, že pro ně bude daleko větším oříškem, než tušili.

## Herní koncept
Hra především zaujala perfektně provedenou animací. Ta je bohatá, plynulá, i rychle reagující na ovládání. Jedná se o jednu z nejlépe animovaných plošinovek. Ovládání je tradičně jednoduché, ale nikoli intuitivní. K úspěšnému dohrání hry je nutné ho zcela ovládnout.
Hra obsahuje arkádové prvky. Nejvýraznější je osobní ochranný štít, který za předpokladu že je nabitý, ochrání svého nositele před fyzickými hrozbami jako jsou střely či rány pěstí, a který se dá na speciálních místech dobít. Dalším prvkem je generátor silového pole, který před svým nositelem na okamžik vytvoří bariéru schopnou zastavit střely. Jeho použití je omezeno pouze a jenom prodlevou od posledního spuštění. Posledním arkádovým prvkem je neomezená munice.
Přes tyto skutečnosti se nedá Flashback označit za arkádu. V ostatních ohledech je hra velice realistická a její silná adventurní stránka spolu s netriviální dějovou linií není pro arkády vůbec charakteristická.

## Odkaz
Kritika byla hrou nadšena a stejně tak hráči. Flashback, podobně jako Another World, výrazně ovlivnil tehdejší svět počítačových her. Docela patrný je vliv Flashbacku na další plošinovku, Bermuda syndrome. V roce 1995 byla vydána CD verze. Ta se od disketové lišila neherními sekvencemi, které byly tentokrát renderované, a ve hře samotné byly opravené největší bugy. Za nedostatek inovace byla tato verze kritizována. Vzniklo i pokračování Flashbacku, vyvíjel ho stejný tým a jmenovalo se Fade to Black. Jeho přijetí bylo rozporuplné.
Gregory Montoir přepsal jeho engine a hru lze tak dnes, byť s problémy, hrát na všech moderních platformách. Je ovšem nutno vlastnit její původní DOS nebo Amiga verzi.

## Shrnutí
Flashback je legendární hrou, největší úspěch sklidila bezvadná animace postav a grafika. Variabilita prostředí byla v té době nevídaná. Na druhé straně bylo upozorňováno na slabší zvukovou stránku v PC verzi a na bugy, když bylo například možné procházet uzavřenými dveřmi. Adventurní část hry s příběhem sklidila také méně nadšené reakce, hře byla vytýkána přílišná linearita a nevyužitý příběhový potenciál. Přesto je celkové hodnocení hry i s odstupem času vysoké.